# Indice de Pearl
L'indice de Pearl est un outil statistique utilisé dans les essais cliniques pour mesurer l'efficacité des méthodes de contraception. Il est calculé en divisant le nombre moyen de grossesses non planifiées par le nombre de mois d'utilisation d'une méthode de contraception particulière dont on veut mesurer l'efficacité et en multipliant le résultat par 1 200. Cela correspond au nombre de grossesses observées pour 100 femmes utilisant ou dont le partenaire utilise une contraception donnée durant un an.
L'indice de Pearl mesure la fiabilité d'une méthode contraceptive utilisée de façon optimale. Il convient de tenir compte de l'utilisation réelle de ces différentes méthodes, avec les erreurs possibles et accidents possibles comme l'oubli de la pilule ou la déchirure du préservatif par exemple.
Cet indice a été contesté parce qu’il donne une moyenne statistique parfois trompeuse. En effet, le taux d'échec d'une méthode contraceptive est généralement supérieur la première année de son utilisation, et décroît avec l'expérience. Il minore donc la perception des risques de grossesse la première année. Un autre outil statistique[Lequel ?] est donc quelquefois utilisé en remplacement. Il se fonde sur des données statistiques mois par mois de grossesse en fonction du type de contraception utilisé, et permet de calculer le risque de grossesse pour les premiers mois d'utilisation d'une méthode, généralement pour 12 mois. 
Cet indice doit son nom à Raymond Pearl qui l'introduisit en 1933.